# Heurystyka reprezentatywności
Heurystyka reprezentatywności (ang. representativeness heuristic) – uproszczona metoda wnioskowania polegająca na dokonywaniu klasyfikacji na podstawie częściowego podobieństwa do przypadku typowego, charakterystycznego, reprezentatywnego, który już znamy. Metoda ta jest jedną z heurystyk wydawania sądów opisanych przez Amosa Tversky'ego i Daniela Kahnemana, prowadzących do błędów poznawczych.

## Badania
Istnienie heurystyki reprezentatywności zostało eksperymentalnie potwierdzone i zinterpretowane w badaniach:
- Osoby badane poinformowano, że psychologowie sporządzili krótkie charakterystyki członków dużej grupy, w której było siedemdziesięciu inżynierów i trzydziestu prawników. Następnie badani dostali przykład takiej charakterystyki: "John jest trzydziestoletnim, żonatym mężczyzną z dwójką dzieci. Działa w lokalnych organizacjach politycznych. Jego hobby to kolekcjonowanie książkowych "białych kruków". Jest elokwentny, przekonywający i nastawiony rywalizacyjnie." Jakie jest prawdopodobieństwo, że John jest raczej prawnikiem, niż inżynierem? Odpowiedzi osób badanych oscylowały pomiędzy 50% a 80%.

Wyniki eksperymentu pokazały, że osoby badane ignorują prawidłowości statystyczne (proporcje inżynierów i prawników) i w swoich sądach kierują się heurystyką reprezentatywności, sugerując się opisem Johna, który jest bardziej reprezentatywny dla prawnika, niż dla inżyniera. Prawdziwe prawdopodobieństwo wynosi przecież 30%. 
- Kolejne badanie zawierało opis, który w założeniu miał być neutralny i nie wskazywać ani na prawnika, ani na inżyniera. W jednej grupie powiedziano, że psychologowie badali grupę składającą się z siedemdziesięciu inżynierów i trzydziestu prawników, a w drugiej, że proporcje były odwrotne. Badani dostali następujący opis mężczyzny: "Dick jest trzydziestoletnim, żonatym mężczyzną o dużych możliwościach i wysokiej motywacji, które dają mu szanse na osiągnięcie sukcesu w swojej dziedzinie. Jest lubiany przez swoich kolegów." Jakie jest prawdopodobieństwo, że John jest raczej prawnikiem, niż inżynierem? W obu grupach mediana z odpowiedzi osób badanych wynosiła około 50%. Prawidłowe wyniki (30% lub 70%) uzyskano jedynie w kolejnym, trzecim badaniu, w którym nie podano żadnego opisu.

Wyniki tych trzech eksperymentów pokazały, że osoby badane ignorują prawidłowości statystyczne, o ile mają dodatkową informację, która aktywizuje heurystykę reprezentatywności. Istotny tutaj jest fakt, że informacja wpływająca na sądy może być zarówno specyficzna (wskazywać na konkretny zawód), jak i niespecyficzna (neutralny opis).

## Wpływ heurystyki reprezentatywności na błędy poznawcze
Występowanie niektórych błędów poznawczych tłumaczonych jest przez aktywizację w umyśle heurystyki reprezentatywności. Te błędy to:
- Błąd koniunkcji polegający na ocenie koniunkcji zdarzeń jako bardziej prawdopodobnej, niż pojedynczych zdarzeń należących do tej koniunkcji[4].
- Błąd alternatywy − będący odwrotnością błędu koniunkcji − polegający na niedocenianiu prawdopodobieństwa alternatywy zdarzeń w stosunku do pojedynczych zdarzeń tej alternatywy[5].
- Paradoks hazardzisty, czyli złudzenie gracza polegające na traktowaniu niezależnych od siebie zdarzeń losowych jako zdarzeń zależnych[6].
- Odwrotny paradoks hazardzisty polegający na przekonaniu, że pewne bardzo nieprawdopodobne zdarzenie wymaga uprzednio bardzo dużej liczby prób[7].